# 3000 (število)
3000 (trí tisoč) je naravno število, za katero velja 3000 = 2999 + 1 = 3001 - 1.